# Souheil al-Hassan
Souheil al-Hassan (en arabe : سهيل حسن), né le 10 juin 1970 près de Jablé, est un major-général de l'armée arabe syrienne, surnommé par ses hommes « Le Tigre » (en arabe : النمر, al-Nimr). Les forces spéciales sous son commandement sont pour cela parfois appelées « les Forces du Tigre » (en arabe : قوات النمر, Quwwat al-Nimr). Il participe à la guerre civile syrienne dans le camp du régime de Bachar el-Assad.

## Vie personnelle
Hassan est un alaouite d'environ 50 ansqui aime la poésie. Il a un fils qui n'a jamais été vu depuis le début de la guerre civile.

## Parcours militaire avant la guerre civile syrienne
En 1991, Souheil al-Hassan sort lieutenant de l'Académie militaire de Homs. Il a servi comme officier dans le service de renseignement des forces aériennes, participant notamment à la lutte contre Al-Qaida en 2005-2006.

## Pendant la guerre civile syrienne

### Insurrection
Lorsque la révolution syrienne débute en 2011, Souheil al-Hassan est officier au sein du Service de renseignement de l'armée de l'air. Il participe alors à la répression des manifestations dans la région de Damas, puis à Hama où il prend la tête d'une unité paramilitaire,. Selon Le Monde, « Ses hommes, placés à l’arrière des forces de répression au contact des manifestants, devaient s’assurer que les ordres de tirer sur la foule étaient bien appliqués ».

### Bataille d'Ariha (août 2013)
En 2013, les Forces du Tigre sont fondées et Souheil al-Hassan en prend la direction. Cette nouvelle unité effectue ses premières opérations dans la région de Hama.
Après dix jours de combat, il sort victorieux de la ville d'Ariha, dans la province d'Idleb,,.

### Campagne d'Alep (septembre 2013 - juillet 2014)
Le 26 août 2013, les rebelles s'emparent de la ville de Khanasser, coupant la route d'Alep depuis le reste des territoires contrôlés par les loyalistes. Souheil al-Hassan reçoit alors pour mission de dégager la route. Le 3 octobre, après une semaine de combats, Khanasser tombe. Quarante villages sont pris dans la semaine suivante, et la route est à nouveau ouverte,. Il poursuit ensuite vers le nord, pour prendre le faubourg industriel d'Alep, ou « Cheikh Najjar » très défendu et comptant plusieurs tunnels. La bataille s'étale de janvier 2014 au 4 juillet 2014, et s'achève par la prise totale de la ville par les hommes de Souheil al-Hassan,.
Il est alors présenté pour la première fois à la télévision, pendant qu'il passe ses troupes en revue.
Le 22 mai 2014, la prison centrale d'Alep est prise, ce qui a un impact, majeur.
Au cours de négociations avec les rebelles concernant des échanges de prisonniers, il aurait déclaré, selon un rebelle, à propos de miliciens afghans : « Faites ce que vous voulez avec eux. Vous pouvez les tuer, ce sont juste des mercenaires. Nous pouvons vous en envoyer des milliers ».

### Campagne de Hama (juillet 2014 à octobre 2014)
En juillet 2014, le front al-Nosra, branche syrienne d'Al-Qaïda, lance une offensive d'envergure dans le nord du gouvernorat de Hama, menaçant ainsi la ville de Hama, son aéroport, et la ville chrétienne de Mhardeh à proximité. La situation est considérée comme difficile pour l'armée syrienne, et c'est au colonel al-Hassan que revient le commandement des troupes syriennes. Il entame les combats avant l'arrivée de toutes ses troupes, et réussit en moins d'un mois à prendre Arzh, Khittab et Helfaya. Il poursuit ensuite son offensive, prenant notamment Morek.

### Désert de Homs et champ gazier de Shaer (novembre 2014 à mars 2015)
Il prend part à la reconquête d'un champ gazier (en) contre les forces de l'État islamique (Daech).

### Idleb et Jisr al-Choghour (avril à juin 2015)
Fin avril 2015, il fait face à un assaut rebelle à Jisr al-Choghour.
Le 13 juin, un de ses gardes du corps meurt d'un tir de sniper.

### Kweires (octobre à novembre 2015)
L'aéroport militaire de Kweires était assiégé par les rebelles du front islamique, puis par ceux de l'État islamique (Daech) depuis 2013. En septembre 2015, une offensive est préparée par l'armée syrienne. En octobre, les forces sous le commandement du général al-Hassan lancent l'attaque, en prenant les villages les uns après les autres. C'est le 11 novembre que le siège est brisé (en). Ses troupes ont alors avancé de 10 km,. Le président Bachar el-Assad a alors félicité personnellement Souheil al-Hassan. Il est fait major général le 25 décembre 2015, et devient ainsi le plus jeune porteur de ce grade de l'armée syrienne.
Par la suite, ses hommes attaquent vers le Nord-Est, et prennent la centrale électrique d'Alep, après avoir encerclé une partie des forces de l'État islamique près de Rayyan,.

### Palmyre (mars 2016)
La ville de Palmyre est reprise par les troupes sous le commandement de Souheil al-Hassan.
En 2017, ses troupes sont stationnées près d'al-Bab, mais elles ne participent pas à la bataille.

### Bataille de la Ghouta orientale et attaque chimique de Douma
En 2018, il prend part à la bataille de la Ghouta orientale au printemps et à l'offensive de Deraa à l'été.
Il est l'auteur de l'attaque au chlore de Douma, le 7 avril 2018.

### Après la chute de la République arabe syrienne
Le 6 mars 2025, il commande des hommes armés dans des combats contre les Forces du nouveau gouvernement syrien dans le Gouvernorat de Lattaquié. Des tirs d'hélicoptères ont eu lieu dans le village natale de Souheil al-Hassan, Beit Aana.

## Réputation
C'est un des généraux syriens les plus populaires parmi les loyalistes. Certains observateurs considèrent qu'il fait de l'ombre au président Assad ou pourrait lui succéder,. D'après Radio France internationale, il a « gagné toutes ses batailles ».